# Rey de Burundi
Esta página contiene dos versiones de la lista de reyes de Burundi, la versión tradicional y la genealogía moderna. Los nombres de los reyes de Burundi seguían un ciclo: Ntare (que significa 'león'), Mwezi (que significa 'luna'), Mutaga y Mwambutsa. Tradicionalmente, se creía que había habido cuatro ciclos completos, pero la genealogía moderna indica que solo hubo dos, comenzando con Ntare III Rushatsi.
En el siglo XVI, Burundi era un reino caracterizado por la autoridad política jerarquizada y el intercambio económico tributario. El rey (mwami) encabezaba la aristocracia (gwana), que poseía la mayor parte de la tierra, gobernando a sus súbditos y exigiéndoles tributos y tasas a los campesinos y pastores que vivían en la selva. La monarquía Tutsi gobernó el país durante siglos, pero se convirtió en algo ceremonial tras la colonización por parte de Alemania en 1899. Los reyes continuaron a lo largo del periodo colonial, pero los últimos fueron depuestos por golpes de estado. Burundi dejó de ser una monarquía cuando el rey Ntare V Ndizeye fue depuesto por el primer ministro Capitán Michel Micombero, que abolío la monarquía y declaró el país una república en 1966. 

## Reyes de Burundi
Lista tradicional de los reyes de Burundi. Las fechas anteriores a 1900 son aproximadas.
- Ntare I Kivimira Savuyimba Semunganzashamba Rushatsi Kambarantama: h. 1530-h. 1550
- Mwezi I: h. 1550-h. 1580
- Mutaga I: h. 1580-h. 1600
- Mwambutsa I: h. 1600-h. 1620
- Ntare II: h. 1620-h. 1650
- Mwezi II: h. 1650-h. 1680
- Mutaga II: h. 1680-h. 1700
- Mwambutsa II: h. 1700-h. 1720
- Ntare III: h. 1720-h. 1750
- Mwezi III Ndagushimiye: h. 1750-h. 1780
- Mutaga III Senyamwiza Mutamo: h. 1780-h. 1800
- Mwambutsa III Mbariza: h. 1800-h. 1830
- Ntare IV Rutaganzwa Rugamba: h. 1830-h. 1850
- Mwezi IV Gisabo Bikata-Bijogu: h. 1850-1908
- Mutaga IV Mbikije: h. 1908-1915
- Mwambutsa IV Bangiriceng: 1915-1966
- Ntare V Ndizeye: 1966

## Reyes de Burundi, alrededor de 1680-1966
Esta es la genealogía moderna:
- Ntare III Rushatsi: h. 1680-h. 1709
- Mwezi III Ndagushimiye: h. 1709-h. 1739
- Mutaga III Senyamwiza Mutamo: h. 1739-h. 1767
- Mwambutsa III Syarushambo Butama: h. 1767-h. 1796 (también llamado Mwambutsa III Mbariza)
- Ntare IV Rutaganzwa Rugamba: h. 1796-h. 1850
- Mwezi IV Gisabo: h. 1850-21 de agosto de 1908
- Mutaga IV Mbikije: 1908-30 de noviembre de 1915
- Mwambutsa IV Bangiriceng: 16 de diciembre de 1915-8 de julio de 1966
- Ntare V Ndizeye: 1 de septiembre-28 de noviembre de 1966